# Ǩ
La letra k con carón (mayúscula: Ǩ, minúscula: ǩ) es una letra latina que se usa en el idioma sami skolt, en el idioma romaní y en la romanización del idioma Laz, que representa los sonidos c͡ç, kʰ y kʼ respectivamente. En el estándar ISO 9 la ka con carón se utiliza para transcribir la letra qa baskir (Ҡ) cirílica

## Unicode
En unicode ocupa las posiciones U+01E8 y U+01E9.
| Carácter      | Ǩ                                 | Ǩ                                 | ǩ                               | ǩ                               |
| ------------- | --------------------------------- | --------------------------------- | ------------------------------- | ------------------------------- |
| Unicode       | LATIN CAPITAL LETTER K WITH CARON | LATIN CAPITAL LETTER K WITH CARON | LATIN SMALL LETTER K WITH CARON | LATIN SMALL LETTER K WITH CARON |
| Codificación  | decimal                           | hex                               | decimal                         | hex                             |
| Unicode       | 488                               | U+01E8                            | 489                             | U+01E9                          |
| UTF-8         | 199 168                           | C7 A8                             | 199 169                         | C7 A9                           |
| Ref. numérica | &#488;                            | &#x1E8;                           | &#489;                          | &#x1E9;                         |